# Anatolie Guidea
Anatolie Guidea (n. 21 ianuarie 1977, Nisporeni, Republica Moldova) este un luptător moldovean (specializat în lupte libere) care evoluează pentru Bulgaria. A fost campion european (2003) și medaliat cu argint la Campionatul Mondial (2007).  
Fratele său mai mic, Ivan, este, de asemenea, luptător în stil liber și evoluează pentru România; a fost medaliat la Campionatele europene.

## Legături externe
- Profil la United World Wrestling